# Musées départementaux de la Haute-Saône
Les musées départementaux de la Haute-Saône sont l'ensemble des musées placés sous la tutelle administrative du département de la Haute-Saône et dont les collections sont propriété de ce même département.

## Présentation
Les musées départementaux de la Haute-Saône, encore appelés musées départementaux Albert et Félicie Demard, doivent leur existence à Albert Demard et Félicie Demard aidés par la suite de leur fils Jean-Christophe Demard. C’est durant les grands changements liés à l’exode rural et à la modernisation des fermes dans les années 1950, que la famille Demard collecte du mobilier qui contribuera à la fondation du musée situé à Champlitte. Ce dernier devient départemental en 1963.
Les musées départementaux de la Haute-Saône comprennent les musées suivants :
- le musée départemental d'Arts et Traditions Populaires dans le château de Champlitte
- le musée départemental des Arts et Techniques à Champlitte
- le musée départemental de la Montagne à Château-Lambert
- le musée des Pressoirs à Champlitte, actuellement fermé au public.

## Principaux musées

### Le musée départemental d'Arts et Traditions Populaires
C’est en 1952, durant les grands changements liés à l’exode rural et à la modernisation des fermes, qu’Albert et Félicie Demard – fondateurs du musée - commencent à acquérir mobilier et objets, qui contribueront à la naissance du Musée départemental d’Arts et Traditions Populaires, en 1957.  
Fondé dans la mouvance du Musée National des Arts et Traditions Populaires, le musée s’installe dans le château de Champlitte et devient départemental en 1963.  
Celui-ci offre un aperçu de la société rurale au tournant du XXe siècle. La scénographie, basée sur des reconstitutions d’intérieurs paysans (salles communes),  d’ateliers de travail (travaux du fer, du chanvre, de la dentelle…) et de commerces (café, épicerie, modiste…) plonge le visiteur dans une communauté villageoise où rites et croyances populaires rythmaient le temps. Au rez-de-chaussée, les salons du château restituent l'ambiance nobiliaire du XVIIIe siècle.

### Le musée départemental des Arts et Techniques
Ouvert en 1992 à Champlitte, le musée départemental des Arts et Techniques présente des collections qui succèdent chronologiquement aux collections présentées au musée d'Arts et Traditions Populaires. Créé sous l'impulsion de Jean-Christophe Demard, conservateur en chef du patrimoine jusqu'en 2002, et situé sur les hauteurs du village de Champlitte, celui-ci offre aux visiteurs un aperçu de l’évolution des techniques durant les premières décennies du XXe siècle ainsi que leurs répercussions sur l’artisanat. Les nouvelles sources d’énergie (machine à vapeur, électricité) vont alors transformer les méthodes de travail avec la mécanisation des ateliers d’artisans (forgeron, sabotier, fromager, briquetier, etc.). 
Toujours basé sur le mode muséographique de la reconstitution, ce musée présente une série de commerces et d'ateliers de la première moitié du XXe siècle.

### Le musée départemental de la Montagne
Situé à 700 mètres d’altitude, dans le village de Château-Lambert (Haut-du-Them-Château-Lambert), le Musée départemental de la Montagne est l’un des trois Musées départementaux de la Haute-Saône géré par le département de la Haute-Saône. 
C’est dans cette région des Vosges saônoises que fut créé en 1977, à l’initiative d’Albert Demard, ce musée, qui témoigne de l’histoire de la communauté villageoise avant les grands changements qu’allaient provoquer la guerre de 1914-1918. 
Dans une ancienne ferme, sont reconstituées quatre pièces d’habitation, au mobilier modeste et au confort rudimentaire, rappelant notamment les longues veillées d’hiver auprès du fourneau en fonte. Les activités agricoles sont également évoquées avec l’étable et le grenier, où sont disposés différents outils liés à la culture du seigle, du sarrasin ou encore de la pomme de terre, qui constituaient la base de la nourriture paysanne.
À l’extérieur des bâtiments, un parcours à flanc de coteaux propose aux visiteurs de se familiariser avec les métiers liés à la forêt et à l’artisanat du bois. On peut ainsi observer une baraque de bûcheron, une hutte de charbonnier, de sabotier et une schlitte, qui permettait de descendre le bois débité en stères, ou bien encore découvrir le travail des scieurs de long.
Enfin, depuis 2008, le musée présente le travail lié à la mine puisque la région a été un site important d’exploitation des mines de cuivre, de plomb argentifère et de molybdène.